# Alfa Romeo 169
O Alfa Romeo 169 (nome interno Progetto 941[1]) é o suposto nome do carro conceito executivo que deverá substituir o Alfa Romeo 166 de longa duração, que foi descontinuado em 2007.
Originalmente planejado para ser lançado em 2008,[2] foi continuamente adiado devido a diversos problemas. No lançamento do Alfa Romeo MiTo em 19 de junho de 2008, o CEO da Alfa, Luca De Meo, revelou que embora o Alfa Romeo 169 fosse definitivamente fabricado, o desenvolvimento teve que ser adiado um ano até que uma plataforma FR adequada fosse adquirida.[ 3]
O 169 não estava presente no plano de produtos do Grupo Fiat Automobiles para 2010-2014,[4] apesar das afirmações do CEO da Fiat e da Chrysler, Sergio Marchionne, sobre o objetivo da Fiat SpA de tornar a Alfa Romeo um verdadeiro fabricante de automóveis de linha completa.[ 5] O 169 esteve novamente presente no plano de produto para 2010-2014 apresentado pela Fiat SpA em 14 de setembro de 2011, agora com data de início no final de 2014.